# Roi d'Espagne
Le roi d'Espagne (en espagnol : Rey de España) est le monarque et chef de l'État du royaume d'Espagne, symbole de son unité et de sa continuité, il lui revient d'arbitrer et de modérer le fonctionnement régulier des institutions et d'exercer la plus haute représentation de l'État espagnol, outre l'exercice des pouvoirs qui lui sont expressément attribués par la Constitution espagnole de 1978 et d'autres lois. Il est commandant suprême des Forces armées espagnoles, et en tant que tel, capitaine général des forces armées. Il détient également le haut patronage des académies royales.
La Constitution de 1978 définit l'institution de la Couronne, la personne du roi et ses fonctions, dans son titre II, qui comprend les articles 56 à 65. L'actuel roi d'Espagne est Felipe VI. Depuis la transition démocratique, le rétablissement de la monarchie et la proclamation de Juan Carlos Ier comme roi d'Espagne en 1975 — conformément aux vœux de Francisco Franco qui l'avait désigné en 1969 comme son successeur « sous le titre de roi » —, celui-ci est désigné par la règle de primogéniture mâle. En cas d'absence d'héritier mâle, c'est la règle de la primogéniture simple qui s'applique : c'est le cas depuis 2014, puisque c'est la princesse Leonor, fille aînée du roi Felipe VI et de la reine Letizia, qui est princesse des Asturies et héritière actuelle du trône d'Espagne.

## Personne du roi d'Espagne
Le titre de roi d'Espagne est avalisé par la Constitution, qui reprend et incorpore dans son texte toutes les normes expresses et tacites qui ont traditionnellement régi la monarchie en Espagne. La Constitution reconnaît en plus au roi le droit d'user de tous les autres titres qui correspondent à la Couronne.
Ces titres historiques qui reviennent au roi d'Espagne sont les suivants. Lorsqu'ils font référence à des États dont il n'est actuellement plus souverain, ils sont utilisés avec la formule non præjudicando (es) :
- roi de Castille, d'Aragon, de León, de Navarre, de Grenade, de Jérusalem, de Tolède, des Deux-Siciles, de Valence, de Galice, de Majorque, de Minorque (es), de Séville, de Cordoue, de Murcie, de Jaén, d'Algarve, d'Algésiras (es), de Gibraltar (es), des îles Canaries, des Indes orientales et des Indes occidentales espagnoles ;
- archiduc d'Autriche, duc de Bourgogne, de Brabant, de Milan, d'Athènes et de Néopatrie ;
- comte de Habsbourg, de Flandre, du Tyrol, du Roussillon et de Barcelone ;
- seigneur de Biscaye et de Molina (es) ;
- et cetera.

Le dernier titulaire de la Couronne de l'Empire byzantin, André Paléologue, a vendu son titre impérial à Ferdinand le Catholique et à Isabelle la Catholique avant sa mort en 1502. Cependant, il n'y a pas de trace de l'usage des titres impériaux byzantins par aucun monarque espagnol.

## Couronne
La Couronne est l'institution constitutionnelle qui en Espagne établit le monarque comme chef de l'État, avec des caractéristiques propres à la monarchie espagnole, qui sont :
- la succession héréditaire de son titulaire, par le moyen des générations successives de la famille royale ;
- l'inviolabilité et l'immunité absolues de son titulaire ;
- l'absence d'initiative politique et de pouvoir effectif (potestas) ;
- la possession d'un niveau élevé d'autorité (auctoritas) ;
- la réalisation par son titulaire d'une série d'actes définis en vue de régulariser le fonctionnement de l'État.

La résidence officielle de la monarchie espagnole est le palais royal (Palacio Real) de Madrid. Cependant, la famille royale réside actuellement au palais de la Zarzuela à la périphérie de Madrid. 
Le roi est le chef de l'État et le président du gouvernement est le chef de l'exécutif.
La couronne royale d'Espagne (jamais portée par le monarque qui est proclamé et non couronné) et le sceptre sont conservés dans un bunker sous le palais royal. Depuis le 19 juin 2014,  date de la prestation de serment de Felipe VI, la couronne royale d'Espagne et le sceptre sont exposés de façon permanente au public dans la salle du Trône au palais royal de Madrid.

## Fonctions et pouvoirs

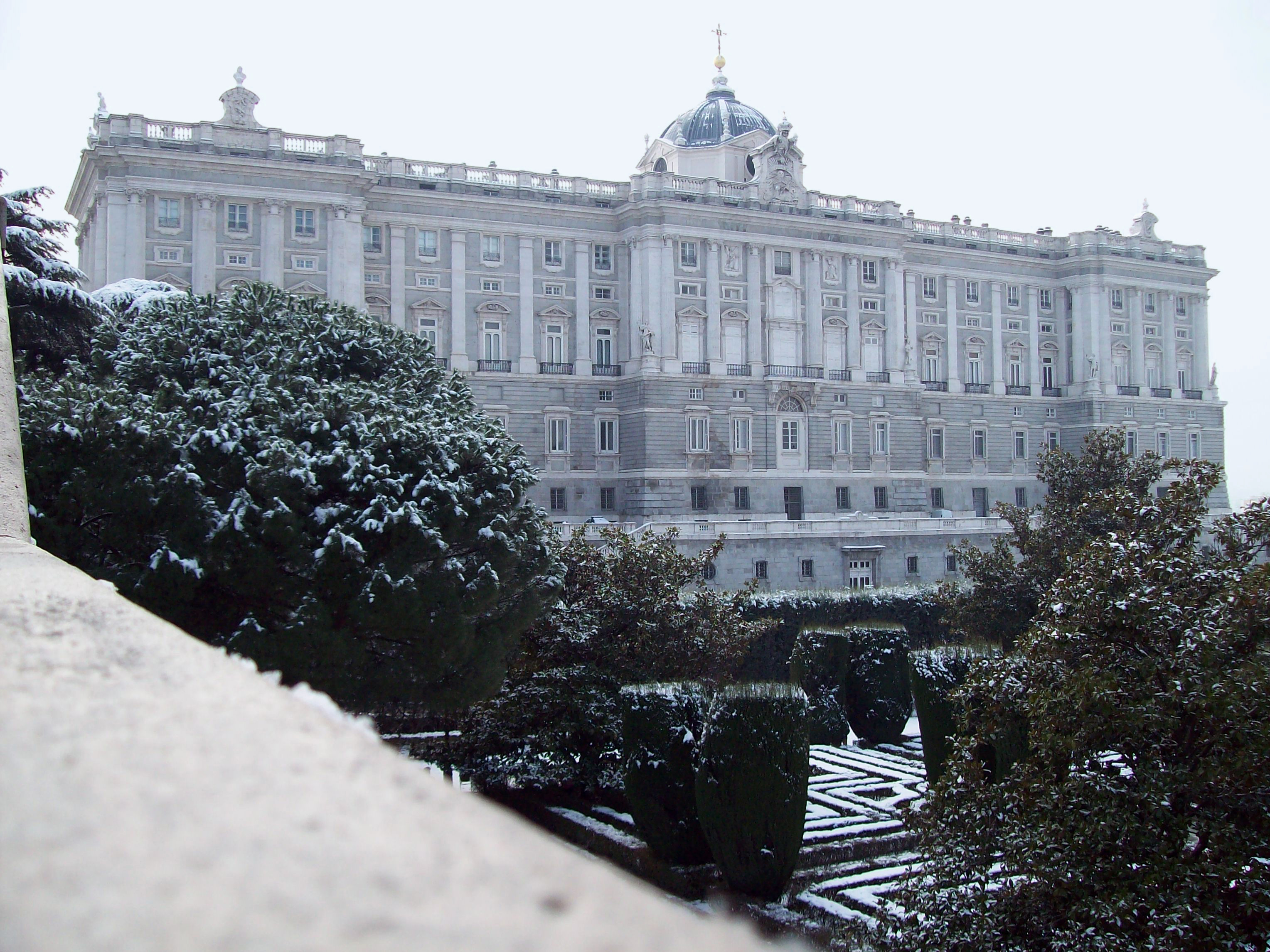
Le palais royal de Madrid est la résidence officielle du roi d'Espagne, mais il est surtout utilisé pour les cérémonies d'État, le monarque habitant dans le palais de la Zarzuela.

Collier de l'ordre de la Toison d'or.

Le roi ou la reine d'Espagne, pour remplir sa mission de symbolisation et représentation de l'État et celle d'arbitrage ainsi que de régulation du fonctionnement des institutions, accomplit une série d'actions qui sont plus ou moins énoncées et fixées par la Constitution.
On peut énumérer les actions suivantes comme les plus représentatives et importantes parmi celles qui relèvent de la compétence du titulaire de la Couronne :
- sanctionner et promulguer les lois. C'est la signature royale qui donne à la loi sa force exécutoire, même si elle a été approuvée par le Parlement. Le roi ou la reine doit procéder à la promulgation et à la publication des lois pour être portées à la connaissance de tous, particuliers et autorités, et ainsi les revêtir d'une force obligatoire générale (principe constitutionnel de publicité des lois) ;
- convoquer et dissoudre le Parlement (Cortes Generales) et convoquer de nouvelles élections dans les termes prévus dans la Constitution. Sur proposition du président du gouvernement, le titulaire de la Couronne a le pouvoir de mettre fin de manière anticipée au mandat des sénateurs et députés, ou bien des deux chambres ou bien d'une seule d'entre elles, par le moyen d'un décret royal de dissolution ; ce décret devra de plus préciser la date des élections. Le roi ou la reine convoque de nouvelles élections, soit à la suite d'une dissolution d'une des chambres, soit à la fin normale du mandat de ces chambres ;
- convoquer le corps électoral pour un référendum dans les cas prévus dans la Constitution. Le roi ou la reine a le droit exclusif de faire appel au peuple et de soumettre à la consultation de la nation tout projet ou question que lui a proposé le président du gouvernement, avec l'autorisation préalable du Congrès des députés. C'est aussi la procédure obligatoire pour pouvoir apporter une réforme à la Constitution ;
- proposer au Congrès des députés une personne pour le poste de président du gouvernement, ainsi que la nommer ou mettre fin à ses fonctions, dans les termes prévus dans la Constitution. Après chaque renouvellement du Congrès des députés ou bien lorsque celui-ci refuse sa confiance au gouvernement, le titulaire de la Couronne consulte les chefs des groupes politiques ayant une représentation parlementaire et propose au Congrès des députés un candidat à la présidence du gouvernement ; il le nomme si le Congrès lui accorde sa confiance ; il propose une autre personne dans le cas contraire. De plus il nomme comme président du Gouvernement le candidat dont le nom est attaché à une motion de censure approuvée par le Congrès des députés contre le gouvernement renversé ;
- nommer et mettre fin aux fonctions des autres membres du gouvernement, sur proposition de son président ;
- signer les décrets royaux approuvés en Conseil des ministres (principaux actes exécutifs) ;
- présider ce Conseil sur la demande du président du gouvernement, quand il l'estime opportun, dans le but d'être informé des affaires de l'État ;
- nommer les personnes aux emplois civils ou militaires ;
- accorder les honneurs et distinctions conformément aux lois ;
- le droit de grâce. Le roi ou la reine a le droit, sur proposition du gouvernement, de remettre tout ou partie de toutes les condamnations prononcées par les tribunaux de justice, qu'ils soient civils ou militaires ; cette grâce peut être faite de manière conditionnelle ou inconditionnelle ;
- le haut patronage des académies royales ;
- accréditer les ambassadeurs et autres représentants diplomatiques du royaume ; c'est également devant lui ou elle que sont accrédités les ambassadeurs et représentants diplomatiques étrangers ;
- ratifier les traités internationaux avec le consentement de l'État ;
- déclarer la guerre et faire la paix, avec l'autorisation préalable du Parlement.

## Succession
La succession au trône suit l'ordre de primogéniture mâle, selon lequel sera toujours préférée la lignée antérieure aux postérieures, dans la même lignée le degré le plus proche au plus éloigné, au même degré le garçon à la fille et dans le même sexe la personne la plus âgée à ses cadettes.
Ce type de succession s'appelle agnatique et n'est pas salique, car à la différence de la loi salique, on n'exclut pas les femmes de la succession ; simplement elles sont situées derrière leurs frères, même si ceux-ci sont plus jeunes. Actuellement est discutée l'idée de modifier la Constitution pour permettre que la succession se fasse en faveur de la personne la plus âgée, indépendamment de son sexe, ce qui conduirait à une succession par primogéniture stricte.
Les personnes qui ont droit à la succession au trône peuvent se marier librement ; cependant, si le mariage se heurte à l'interdiction expresse du titulaire de la Couronne et du Parlement, la personne en question perd son droit de succession pour elle et ses descendants. Cela signifie que tout mariage est présumé être célébré avec l'assentiment du titulaire de la Couronne et du Parlement, sauf preuve contraire, et que l'opposition à ce mariage doit être manifestée de manière expresse tant par l'un que par l'autre.
L'actuel roi d'Espagne est Felipe VI. L'actuelle héritière du trône d'Espagne est sa fille aînée Leonor, princesse des Asturies.